# Anopheles confusus
Anopheles confusus är en tvåvingeart som beskrevs av Evans och Herbert Sefton Leeson 1935. Anopheles confusus ingår i släktet Anopheles och familjen stickmyggor. Inga underarter finns listade i Catalogue of Life.